# Борго-Маджоре
Борго-Маджоре (італ. Borgo Maggiore) — одне з дев'яти міст Сан-Марино.
Борго-Маджоре адміністративно підпорядковані 6 сіл (італ. curazie):
- Ка Мелоне
- Ка Ріджо
- Кайлунго
- Сан Джованні сотто ле Пенне
- Вальдрагоне
- Вентосо